# Unione Sportiva Poggibonsi 2011-2012
Questa pagina raccoglie le informazioni riguardanti l'Unione Sportiva Poggibonsi nelle competizioni ufficiali della stagione 2011-2012.

## Rosa
| N. |                   | Ruolo | Calciatore                |
| -- | ----------------- | ----- | ------------------------- |
|    | Italia (bandiera) | P     | Marco Gori                |
|    | Italia (bandiera) | P     | Marco Sportiello          |
|    | Italia (bandiera) | D     | Simone Cirina             |
|    | Italia (bandiera) | D     | Saverio Cutrupi           |
|    | Italia (bandiera) | D     | Emilio Dierna             |
|    | Italia (bandiera) | D     | Francesco Francesa Gherra |
|    | Italia (bandiera) | D     | Giacomo Malquori          |
|    | Italia (bandiera) | D     | Alfredo Moscarino         |
|    | Italia (bandiera) | D     | Marco Mugnaini            |
|    | Italia (bandiera) | D     | Simone Serino             |
|    | Italia (bandiera) | C     | Filippo Bigeschi          |
|    | Italia (bandiera) | C     | Michele Boldrini          |
|    | Italia (bandiera) | C     | Mirko Bronchi             |

| N. |                    | Ruolo | Calciatore          |
| -- | ------------------ | ----- | ------------------- |
|    | Italia (bandiera)  | C     | Gianmarco Cicali    |
|    | Italia (bandiera)  | C     | Gianluca Doveri     |
|    | Marocco (bandiera) | C     | Anouar El Kanch     |
|    | Italia (bandiera)  | C     | Gianmarco Giuliacci |
|    | Italia (bandiera)  | C     | Luca Giunchi        |
|    | Italia (bandiera)  | C     | Andrea Settembrini  |
|    | Italia (bandiera)  | C     | Nicolas Zane        |
|    | Italia (bandiera)  | A     | Nicola Del Bosco    |
|    | Italia (bandiera)  | A     | Nicola Falomi       |
|    | Italia (bandiera)  | A     | Danilo Grano        |
|    | Italia (bandiera)  | A     | Manuel Pera         |
|    | Italia (bandiera)  | A     | Cristian Romanelli  |